# Ernst Krogius
Ernst Edvard Krogius (Helsinque, 2 de junho de 1865 — Copenhague, 21 de janeiro de 1935) foi um velejador finlandês, medalhista olímpico. Ele competiu nos Jogos Olímpicos de Verão de 1912 na classe 12 Metre e conquistou a medalha de bronze na disputa a bordo do Heatherbell com Ferdinand Alfthan, Pekka Hartvall, Jarl Hulldén, Sigurd Juslén, Eino Sandelin e Johan Silén.
Krogius também foi muito ativo no campo da administração esportiva. Ele foi um dos fundadores do Suomen Olympiakomitea e também foi seu presidente de 1919 a 1929. Ele também foi presidente da Federação Finlandesa de Vela de 1906 a 1917 e esteve envolvido na fundação da federação mundial, a Federação Internacional de Vela, em 1907. Krogius também ocupou temporariamente o cargo de presidente da Federação Finlandesa de Ginástica.